# Li Yunqi
Li Yunqi (Huwan, 28 augustus 1993) is een Chinese zwemmer. Hij vertegenwoordigde zijn vaderland op de Olympische Zomerspelen 2012 in Londen.

## Carrière
Bij zijn internationale debuut, op de Aziatische Spelen 2010 in Kanton, veroverde hij samen met Zhang Lin, Jiang Haiqi en Sun Yang de gouden medaille op de 4x200 meter vrije slag.
Op de wereldkampioenschappen zwemmen 2011 in Shanghai werd Li uitgeschakeld in de series van de 200 meter vrije slag, op de 4x200 meter vrije slag legde hij samen met Wang Shun, Zhang Lin en Sun Yang beslag op de bronzen medaille.
Tijdens de Olympische Zomerspelen van 2012 in Londen strandde de Chinees in de series van de 200 meter vrije slag. Samen met samen met Hao Yun, Jiang Haiqi en Sun Yang sleepte hij de bronzen medaille in de wacht op de 4x200 meter vrije slag.
Op de Wereldkampioenschappen zwemmen 2013 behaalde hij samen met Wang Shun, Hao Yun en Sun Yang een bronzen medaille op de 4x200 meter vrije slag. 

## Internationale toernooien
| Jaar | Olympische Spelen                       | WK langebaan                            | WK kortebaan  | PanPacs       | Aziatische Spelen |
| ---- | --------------------------------------- | --------------------------------------- | ------------- | ------------- | ----------------- |
| 2010 |                                         |                                         | geen deelname | geen deelname | 4x200m vrije slag |
| 2011 |                                         | 24e 200m vrije slag · 4x200m vrije slag |               |               |                   |
| 2012 | 23e 200m vrije slag · 4x200m vrije slag |                                         | geen deelname |               |                   |
| 2013 |                                         | 10e 200m vrije slag · 4x200m vrije slag |               |               |                   |

## Persoonlijke records
Bijgewerkt tot en met 22 september 2013

### Langebaan
| Afstand         | Tijd    | Datum        | Plaats    |
| --------------- | ------- | ------------ | --------- |
| 200m vrije slag | 1.47,36 | 29 juli 2013 | Barcelona |